# Classificació climàtica

Classificació climàtica de Leslie Holdridge.

Una classificació climàtica és un sistema per a classificar el clima del món. Un criteri poden ser les diferents formes de vegetació, partint de que unes mateixes plantes només creixen sota les mateixes condicions climàtiques. En fer-ho, s'estan acostant als diferents models geo-zonals de les zones de paisatge, en particular a les zones de vegetació amb les quals presenten un ampli paral·lelisme. Per tant, una classificació climàtica pot estar correlacionada amb la categoria de bioma, donat que el clima és una influència principal de la biologia d'una regió. L'esquema més popular de classificació climàtica és la Classificació de Köppen.
Els sistemes de classificació climàtica inclouen:
- Índex d'aridesa
- Classificació d'Alisovn
- Classificació de Köppen
- Zones de vida de Holdridge
- Classificació climàtica de Trewartha
- Classificació de Vahl